# 750 Oskar
750 Oskar è un asteroide della fascia principale del diametro medio di circa 20,57 km. Scoperto nel 1913, presenta un'orbita caratterizzata da un semiasse maggiore pari a 2,4444294 UA e da un'eccentricità di 0,1298144, inclinata di 3,95156° rispetto all'eclittica.
Il suo nome è in onore di Oskar Ruben von Rothschild, figlio del barone Albert von Rothschild.